# أولغا سان خوان
أولغا سان خوان (بالإنجليزية: Olga San Juan)‏ هي ممثلة أمريكية، ولدت في 16 مارس 1927 ببروكلين في الولايات المتحدة، وتوفيت في 3 يناير 2009 في الولايات المتحدة بسبب قصور كلوي.

## وصلات خارجية
- أولغا سان خوان على موقع IMDb (الإنجليزية)
- أولغا سان خوان على موقع ألو سيني (الفرنسية)
- أولغا سان خوان على موقع ميوزك برينز (الإنجليزية)
- أولغا سان خوان على موقع أول موفي (الإنجليزية)
- أولغا سان خوان على موقع قاعدة بيانات برودواي على الإنترنت (الإنجليزية)
- أولغا سان خوان على موقع قاعدة بيانات الأفلام السويدية (السويدية)
- أولغا سان خوان على موقع ديسكوغز (الإنجليزية)
- أولغا سان خوان على موقع قاعدة بيانات الفيلم (الإنجليزية)
- أولغا سان خوان على موقع كينوبويسك (الروسية)